# 光文社
株式会社光文社（こうぶんしゃ、英: Kobunsha Co., Ltd.）は、東京都文京区音羽に本社を置く日本の総合出版社。講談社を中心とした音羽グループに属する。

## 概説
1945年10月1日創業。音羽グループに属する。
1954年に創刊され、数々のベストセラーを生み出したカッパ・ブックスの成功は、新書ブームのきっかけを作った。
雑誌では、手塚治虫の鉄腕アトムなどを連載した『少年』が、戦後月刊少年漫画誌の黄金時代を作った。また週刊誌『女性自身』は「OL」という言葉を定着させるなど一時代を築き、男性誌では『週刊宝石』（休刊）、ほかに写真週刊誌『FLASH』が人気を博した。
伝統的に女性誌に強く、『JJ』の創刊後、20歳代OL向けの『CLASSY.』、30歳代既婚女性向けの『VERY』、40代女性向けの『STORY』など世代別にラインナップを充実させてきた。
また近年では、山田真哉著『さおだけ屋はなぜ潰れないのか?』（2005年）がミリオンセラーとなった光文社新書、亀山郁夫訳『カラマーゾフの兄弟』（2006年）が異例のベストセラーとなった光文社古典新訳文庫なども注目を集めている。
小学校の教科書などを刊行している光文書院とは資本・人材など一切関連がない。

## 歴史

### 沿革
※ 沿革[History of kobunsha]｜会社案内｜光文社（外部サイト）
- 1945年（昭和20年）
  - 10月1日 - 株式会社光文社創立。
  - 11月 - 総合月刊誌「光」創刊。出版活動を開始する。
- 1946年（昭和21年）11月　- 「鉄腕アトム」「鉄人28号」が連載された雑誌「少年」創刊。
- 1949年（昭和24年）1月 - 「少年」に続き「少女」を創刊。
- 1950年（昭和25年）10月 - 『少年期』（著者：波多野勤子）ベストセラーとなる。
- 1951年（昭和26年）4月 - 『ノンちゃん雲に乗る』（著者：石井桃子）第一回文部大臣賞受賞。
- 1952年（昭和27年）12月 - 『二十四の瞳』（著者：壺井栄）ベストセラーとなる。
- 1954年（昭和29年）10月 - カッパ・ブックスが刊行される。
- 1958年（昭和33年）
  - 1月 - ミステリー小説『点と線』（著者：松本清張）がベストセラーになる。
  - 12月 - 女性週刊誌「女性自身」創刊。
- 1963年（昭和38年）12月 - カッパ・コミックス創刊。『鉄腕アトム』（著者：手塚治虫）ベストセラーとなる。
- 1965年（昭和40年）9月 - 総合月刊誌「宝石」創刊。
- 1966年（昭和41年）12月 - カッパ・ブックス『頭の体操』（著者：多湖輝）ベストセラーとなる。
- 1967年（昭和42年）10月 - カッパ・ビジネス『法律入門シリーズ』（著者：佐賀潜）ブームを起こす。
- 1968年（昭和43年）9月 - 月刊小説誌「小説宝石」創刊。
- 1970年（昭和45年）10月 - カッパ・ホームス『冠婚葬祭入門』（著者：塩月弥栄子）ミリオンセラーになる。
- 1973年（昭和48年）8月 - カッパ・ノベルス『日本沈没』（著者：小松左京）ミリオンセラーとなる。
- 1974年（昭和49年）4月 - カッパ・ホームス『にんにく健康法』（著者：渡辺正）ミリオンセラーとなる。
- 1975年（昭和50年）
  - 2月 - カッパ・ノベルス『砂の器』（著者：松本清張）ミリオンセラーとなる。
  - 4月25日 - 女性月刊誌「JJ」創刊。
- 1981年（昭和56年）10月 - 男性週刊誌「週刊宝石」創刊。
- 1982年（昭和57年）9月 - カッパ・ノベルス『悪魔の飽食』（著者：森村誠一）ミリオンセラーになる。
- 1984年（昭和59年）
  - 4月 - 女性月刊誌「CLASSY.」創刊。
  - 8月 - 「光文社文庫」創刊。
- 1986年（昭和61年）11月 - 写真週刊誌「FLASH」創刊。
- 1990年（平成2年）
  - 3月 - カッパ・ホームス『「NO」と言える日本』（著者：盛田昭夫/石原慎太郎）ミリオンセラーとなる。
  - 9月 - 男性月刊誌「Gainer」創刊。
  - 10月 - 「FLASHエキサイティング」創刊。
- 1995年（平成7年）6月 - 女性月刊誌「VERY」創刊。
- 1996年（平成8年）5月 - 東京都文京区音羽1-16-6に新本社ビル完成。
- 1999年（平成11年）3月 - 男性月刊誌「BRIO」創刊。
- 2000年（平成12年）
  - 6月 - ノンフィクション文庫として「知恵の森文庫」が独立創刊。
  - 9月 - 本格派ミステリー専門誌「GIALLO」創刊。
- 2001年（平成13年）10月17日 - 「光文社新書」創刊。
- 2002年（平成14年）
  - 11月 - 「VERY」の姉雑誌「STORY」創刊。
  - 11月「光文社ペーパーバックス」創刊。
- 2004年（平成16年）10月 - 女性生活情報月刊誌「Mart」創刊。
- 2005年（平成17年）9月 - 光文社新書『さおだけ屋はなぜ潰れないのか？』（著者：山田真哉）ミリオンセラーとなる。
- 2006年（平成18年）
  - 5月 - 『明日の記憶（著者：荻原浩）ベストセラーとなり、映画化。
  - 6月 - PR誌「本が好き！」創刊。
  - 9月7日 - 「光文社古典新訳文庫」創刊。
- 2007年（平成19年）「光文社コミック叢書SIGNAL」話題作を次々と刊行。
- 2008年（平成20年）3月12日 - 月刊誌「HERS」創刊。
- 2009年（平成21年）8月18日 - ビューティ月刊誌「美STORY」創刊。

### 創業の経緯
1944年7月15日、陸軍報道部の要請により講談社の関係会社として設立された「日本報道社」が起源である。講談社のほか教学社、陸軍美術協会、矢貴書店、陸軍の友社東華堂、陸軍画報社、日本タイムズ社の出資により設立され、淵田忠良が社長に就任し、雑誌『征旗』や陸軍関係の書籍を発行した。
1945年、講談社は激震に見舞われていた。第二次世界大戦が終わり、出版業界内部は戦争協力者への責任追及の声が激しくあがっていた。戦前から活発な活動をしていた講談社は、その最大の標的となった。当時の経営陣は、最悪の事態に備え、別働隊を組織した。それが光文社である。1945年11月のことであった。
しかし、責任追及の声は次第に弱まり、講談社はピンチを乗り切った。そのため光文社は、いわば梯子を外された状態になった。といっても、光文社の株のほとんどを持っているのは講談社であり、実質的に光文社の経営権を握っているのは講談社である。
なお、講談社の社史『講談社の歩んだ五十年』では、1945年9月5日に日本報道社の定款を変更する形で光文社が設立されたとされている。「光文社」の社名は講談社専務高木義賢の提案によるもので、もともとは野間清治があたためていた社名という。

### 神吉晴夫の台頭と、初代編集長、加藤一夫の功績
光文社が出版界の第一線に躍り出ることができたのは、その講談社から一足早く光文社に移っていた神吉晴夫と、伝説の初代編集長、加藤一夫の手によってである。神吉は「創作出版論」という独特の編集理論をもっていて、それを加藤一夫は編集者として、次々に実現していった。彼らによって、次々とベストセラーが出されていく。1950年の波多野勤子『少年期』がその嚆矢で、1953年にはローゼンバーグ夫妻の『愛は死を越えて』の翻訳刊行がされた。1957年には田宮虎彦の妻千代の死への追悼文や往復書簡をまとめた『愛のかたみ』を刊行した。
その一方、1954年には神吉晴夫が、伊藤整『文学入門』と中村武志『サラリーマン目白三平』を皮切りとして「カッパ・ブックス」を創刊。この新書シリーズは、その後の出版界を長く席巻し、「カッパ旋風」を巻き起こした。
- 1959年『にあんちゃん』（安本末子）
- 1967年『頭の体操』（多湖輝） - シリーズ累計1200万部以上
- 1971年『冠婚葬祭入門』（塩月弥栄子） - シリーズ累計616万部以上

など。青春出版社、KKベストセラーズ、祥伝社などとともに、新書ブームの一翼を担った。
1958年には朝日新聞に全五段の広告を打って松本清張『点と線』『眼の壁』の2冊を同時発売、松本清張をベストセラー作家に押し上げた。1959年には「カッパ・ノベルス」を創刊。また、『点と線』（松本清張）、『日本沈没』（小松左京）、『悪魔の飽食』（森村誠一）などが送り出されている。
雑誌においても、1958年創刊の『女性自身』で女性誌ブームを起こす。1965年には、推理小説雑誌だった旧『宝石』の権利をかいとり、男性向け総合雑誌の『宝石』が創刊された。

### 労働争議
順風満帆に見えた光文社だが、1970年になると、神吉の経営手法（今で言う成果主義や抜擢人事）に労働組合が反旗を翻したことで、労働争議が勃発した。神吉は年内で社長を辞して経営からは身を退いたが、争議は収まらず、1977年にようやく沈静化した。
この泥沼争議を嫌い、多くの人材が光文社を去った。その中には、祥伝社や、ごま書房（現在のごま書房新社）や、かんき出版の設立に関わった者も含まれている。

### その後
1980年代後半頃から、文庫ブームのあおりを受けて「カッパ・ブックス」の売れ行きが落ち始める。それに伴い、主力は『女性自身』に始まる一連の雑誌にシフトした。そして、「カッパ・ブックス」は新たに創刊された光文社新書と入れ替わる形で、新刊の発行を終了することになった。

## 現在の出版状況

### 女性誌

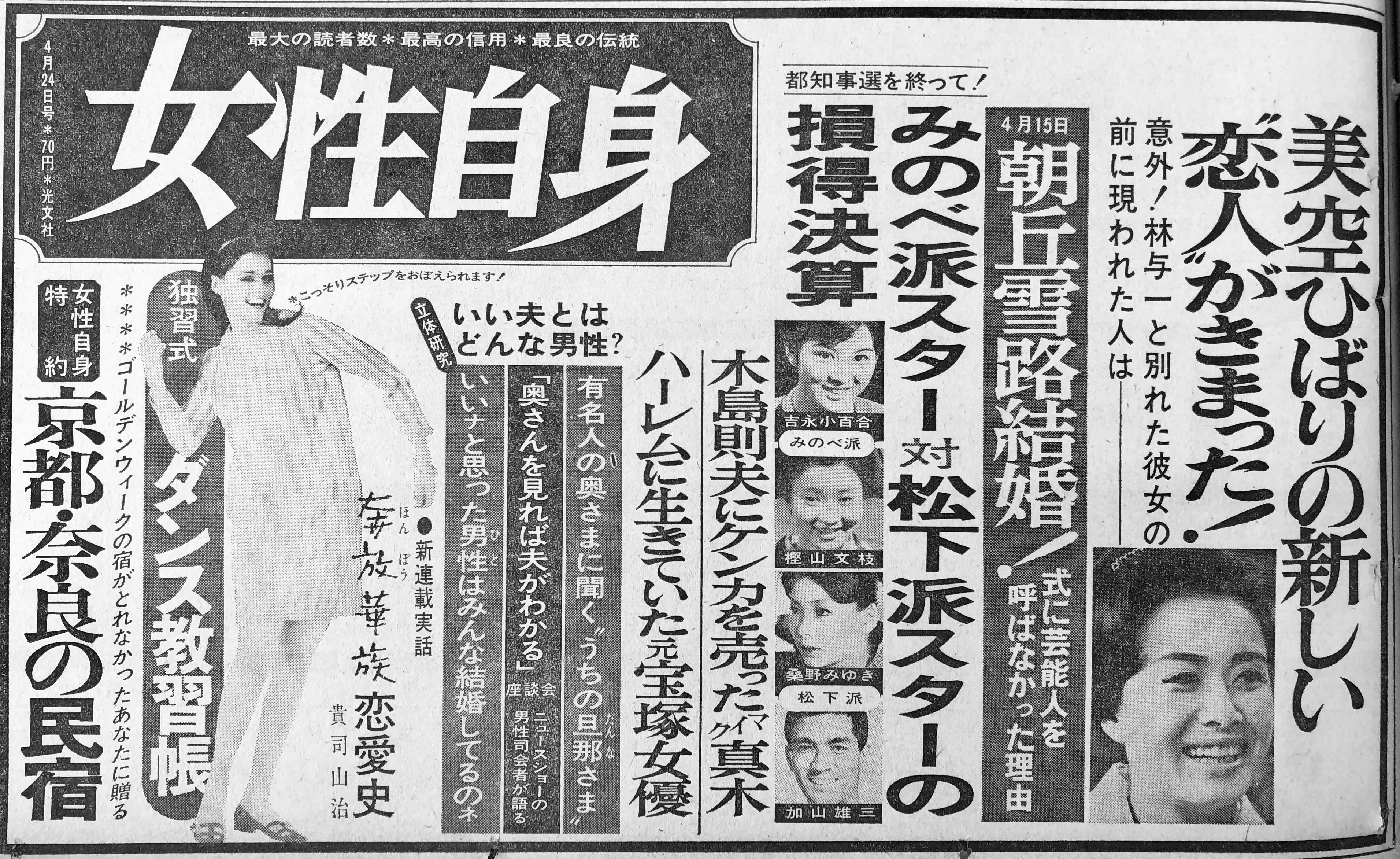
『女性自身』

- 女性自身
- JJ
- bis
- CLASSY.
- VERY
- STORY
- 美ST
- HERS
- Mart

### 週刊誌
- FLASH

### 文芸誌
- 小説宝石
- ジャーロ

### 書籍シリーズ
- 光文社文庫
- 知恵の森文庫
- 光文社古典新訳文庫
- 光文社ライトブックス
- カッパ・ブックス
- カッパ・ノベルス
- BOOK WITH YOU
- 光文社新書 - 後発であったが、『最後の藩主』『オニババ化する女たち』『さおだけ屋はなぜ潰れないのか?』『下流社会』などのヒット作が出ている。
- 光文社ペーパーバックス - ヒット作は『泥棒国家の完成』『内側から見た富士通』。
- 4コマギャグバトル（火の玉ゲームコミックシリーズ）
- SIGNAL（コミック叢書）

### かつて発行していた雑誌

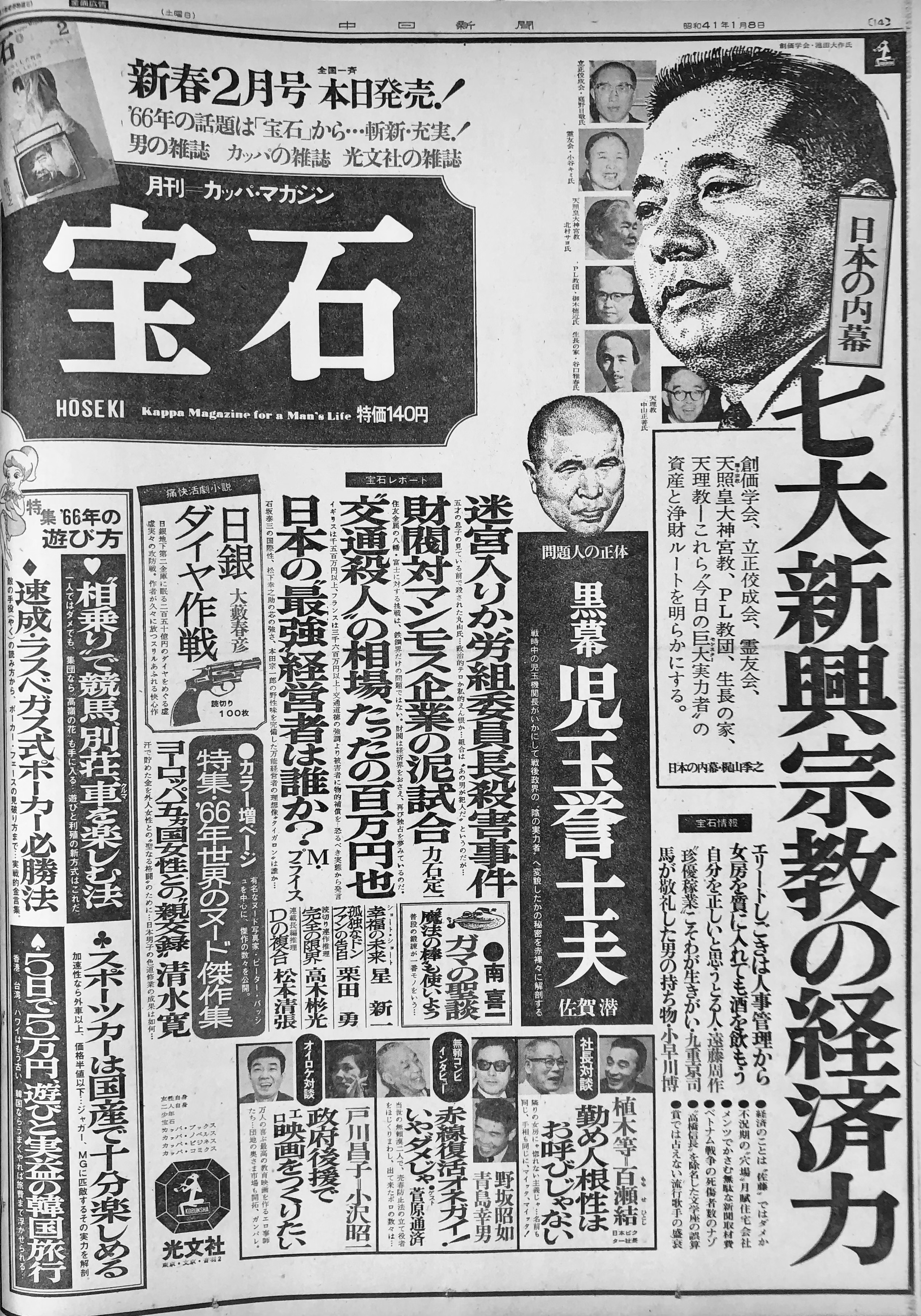
『宝石』

- 少年
- 少女
- 宝石（月刊）
- 週刊宝石
- マンボウ
- 少年王
- ポップコーン
- ジャストコミック
- 週刊ディアス
- VS.
- BRIO
- EQ
- Gainer

### ベストセラー
- 1950年 波多野勤子著『少年期』
- 1952年 壺井栄著『二十四の瞳』
- 1958年 松本清張著『点と線』
- 1959年 安本末子著『にあんちゃん』
- 1961年 松本清張著『砂の器』
- 1963年 占部都美著『危ない会社』
- 1967年 多湖輝著『頭の体操』
- 1973年 小松左京著『日本沈没』
- 1970年 塩月弥栄子著『冠婚葬祭入門』
- 1978年 西村京太郎著『寝台特急殺人事件』
- 1981年 栗本慎一郎著『パンツをはいたサル』
- 1982年 森村誠一著『悪魔の飽食』
- 1990年 石原慎太郎著『「NO」と言える日本』
- 1990年 大沢在昌著『新宿鮫』
- 1995年 浜田雅功著『読め!』
- 2005年 山田真哉著『さおだけ屋はなぜ潰れないのか?』
- 2005年 三浦展著『下流社会』
- 2008年 亀山郁夫訳 ドストエフスキー『カラマーゾフの兄弟』（光文社古典新訳文庫）
- 2008年 勝間和代著『お金は銀行に預けるな』
- 2011年 三浦しをん著『舟を編む』（2012年本屋大賞受賞）

## 関連団体
一般財団法人光文文化財団（こうぶんぶんかざいだん、英: Kobun Scheherazade Foundation）は、日本のミステリー文学などの作家の顕彰（日本ミステリー文学大賞）、演劇に関わる個人や劇団に対する助成、演劇作品の顕彰（鶴屋南北戯曲賞）、若手作家の発掘・育成、ミステリー文学資料館（1999年4月1日開館。1階部分のみ）の設置・運営、ミステリー文学等に関する講演会の開催などの事業を行う財団。旧称は財団法人光文シエラザード文化財団。

## 補足
- 「カッパ・ブックス」などの「カッパ」は、神吉の「いかなる権威にも屈せず、“何の、屁の河童”と自由な活動をしたい」という思いから名付けられた。
- 作家の小林信彦は、光文社を受験して面接で落とされたことがある。
- かつては豊島区池袋に自社ビルを持ち、上述の光文文化財団が入居していた他「ミステリー文学資料館」も開設されていたが（2019年7月閉館）、2020年に撤退した。ビルは既に取り壊されており、跡地には東京建物の高層マンション「ブリリアタワー池袋West」が建設された[6]。

## 著名な在籍者
- 種村季弘（1933年 - 2004年） - ドイツ文学者、評論家。1958年から1960年まで光文社に在籍。『女性自身』編集部などに所属していた。
- 高田宏 - 作家。『少女』編集部に在籍。
- 増淵健 - 映画評論家
- 櫻井秀勲
- 伊賀弘三良
- 前田忠明 - 女性自身芸能記者→フジテレビジョン局契約芸能記者
- 肥留間正明 - 女性自身・週刊宝石芸能記者→音羽出版代表、芸能文化評論家